# Centavia
Centavia (Central European Aviation)  je nekdanja srbska nizkocenovna letalska družba, ki je bila ustanovljena leta 2005. Osrednjo bazo je imela na letališču Nikola Tesla v Beogradu in tehnično servisno bazo na letališču v Kölnu (Nemčija). 8. novembra 2006 je družba razglasila stečaj.

## Zgodovina
Družbo je ustanovil Predrag Vujović leta 2005 in je 15. junija 2006 prevzela prvo letalo BAe 146-200 od italijanske družbe Meridiana. Letalo je bilo vpisano v srbski register letal z oznako YU-AGL. Drugo letalo je bilo registrirano pod oznako YU-AGM in ga je družba prejela 17. avgusta 2006. Ustanovitelj družbe Predrag Vujović je bil hkrati izvršni direktor družbe, ki je že pred tem poskušal z ustanovitvijo letalske družbe Air Maxi.
Družba je v prvem obdobju delovanja opravljala predvsem čarterske lete. Družba je prvi polet opravila 8. julija 2006 z letališča na Krfu v Beograd. Centavia je bila prva letalska družba, ki je opravljala letalsko povezavo med Zagrebom in Beogradom po razpadu nekdanje Jugoslavije. Hrvaška stran je vztrajala na stališču, da ni meddržavnega sporazuma med Hrvaško in Srbijo, ki bi urejal tovrstne povezave in da se v obstoječem primeru evropski sporazum o odprtem zračnem nebu (Open skies), ki ga je Hrvaška ratificirala, ne more uporabljati. Podobno je črnogorska vlada zavrnila pravice do pristanka srbskih letalskih prevoznikov razen Jat Airwaysa zaradi srbskega umika hčerinske črnogorske letalske družbe Montenegro Airlines - Master Airways s sedežem v Nišu. Ta zavrnitev je dramatično poslabšala gospodarske vezi med dvema državama, nekdanjima jugoslovanskima republikama. Kasneje je bilo znano, da je Evropska komisija zahtevala podrobna pojasnila od hrvaških in črnogorskih oblasti glede zavrnitve pravic do potniškega prometa med Srbijo ter Hrvaško in Črno goro. Ukinitev letalskih prevozov je bila obravnavana kot kolateralna škoda nerešenih vprašanj in sporov med republikami nekdanje Jugoslavije. Samo Slovenija je brez težav dovolila izvajanje letalskih operacij družbi Centavia. Centavia je imela s slovensko družbo Adria Airways sklenjen codeshare sporazum za lete med Beogradom in Ljubljano.
Centavia je pridobila dovoljenja in pristajalne pravice s strani Slovenije, Nemčije, Italije in Švice. Družba je načrtovala z zimsko sezono 2006/2007 uvedbo letov v te države. Imela je tudi informativne pogovore z družbo Wizz Air glede skupnega sodelovanja na posameznih letih.
Družba je letali, ki ju je imela najeti vrnila leasingodajalcu BAE Systems 9. novembra 2006, kar je pomenilo konec opravljanja letalskih operacij. Dan pred tem je družba proglasila tudi stečaj.

## Flota
Družba je uporabljala dve letali znamke BAe 146-200.